# Depocentro

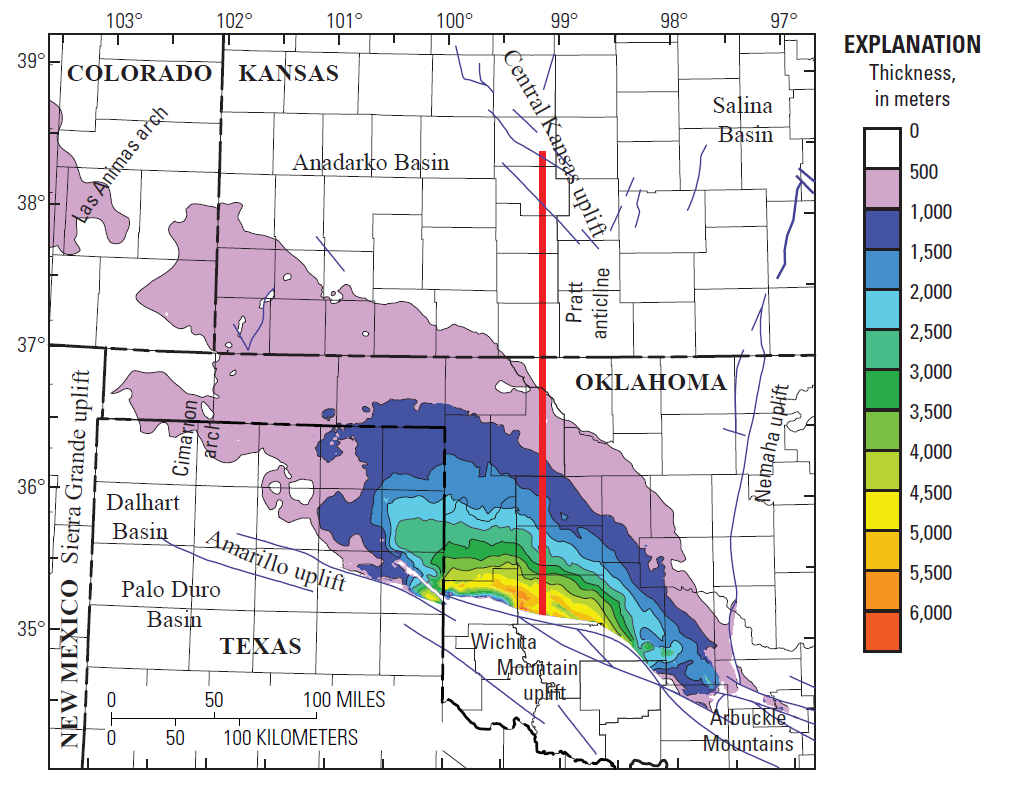
Mapa de isópacas de espesor para un grupo de estratos en la cuenca de Anadarko, EE. UU. Se observa un depocentro en el sur para estos sedimentos.

El geología, un depocentro  es la parte de una cuenca sedimentaria donde una unidad de roca particular tiene su espesor máximo. Dependiendo de los controles sobre la subsidencia y el ambiente sedimentario, la ubicación del depocentro de una cuenca puede variar con el tiempo, como en las cuencas de rift activas a medida que las fallas extensionales crecen, se unen o se abandonan. Para algunas unidades sedimentarias de escala fina, el depocentro puede corresponder a un "cauciforme" o paleocauce.
Distintos depocentros coetáneos pueden estar separados por altos de basamento o corresponder a rifts o fosas tectónicas individuales. La posición de los depocentros puede variar a medida que la cuenca sedimentaria es modificada por el movimiento de fallas o por el mismo cese de movimiento de las fallas asociadas a una cuenca.
Los depocentros tienden a ser zonas de interés especial en la exploración petrolífera.